# Oulu vasútállomás
Oulu vasútállomás Finnországban, Oulu településen található.

## Vasútvonalak
Az állomást az alábbi vasútvonalak érintik:
- Oulu–Kontiomäki-vasútvonal
- Seinäjoki–Oulu-vasútvonal
- Oulu–Tornio-vasútvonal

## Kapcsolódó állomások
A vasútállomáshoz az alábbi állomások vannak a legközelebb:
- Kempele railway station (Seinäjoki vasútállomás, Seinäjoki–Oulu-vasútvonal, dél)
- Pikkarala railway station (Kontiomäki railway station, Oulu–Kontiomäki-vasútvonal, kelet)
- Tuira railway station (Tornio vasútállomás, Oulu–Tornio-vasútvonal, észak)